# Vlag van Bevekom
De vlag van Bevekom is op 18 september 1995 bij raadsbesluit vastgesteld als de vlag van de Waals-Brabantse gemeente Bevekom. De vlag kan als volgt worden beschreven:
Geel met twee rode palen die horizontaal zijn geplaatst en het ⅔ deel van de vlagbreedte bereiken.
De vlag werd pas op 28 maart 1997 bevestigd door de Franse Gemeenschapsregering. De vlag is gelijk aan de linkerkant van het gemeentewapen.